# 金鍾河
金 鍾河（キム・ジョンハ、朝鮮語: 김종하、1934年8月10日 - ）は、大韓民国のジャーナリスト、政治家。第10・11・14・15・16代韓国国会議員、第16代国会副議長。
本貫は金海金氏。キリスト教徒。

## 経歴
日本統治時代の慶尚南道昌原郡（現・昌原市）出身。東莱高等学校、ソウル大学校政治学科、コロンビア大学ジャーナリズム大学院修了。韓国日報記者、ソウル新聞政治部記者、新亜日報政治部長兼編集副局長、国会議長秘書室長、韓国国民党スポークスマン・院内総務、国会建設交通委員長、韓日議員連盟副会長などを歴任し、洪思徳の後任として第16代国会副議長（2001年6月12日〜2002年5月29日）を務めた。他にはハンナラ党中央委員会議長・第16代大統領選挙慶南選挙対策委員長、大韓民国憲政会副会長などを務めた。